# Ștefănel Roșcovan
Ștefănel Roșcovan, född 1999 i Chişinău, är en moldavisk sångare.
Den 25 september 2010 vann Roșcovan den moldaviska uttagningen till Junior Eurovision Song Contest 2010 med låten "AlliBaba", och han kom därmed att representera Moldavien som landets första deltagare i tävlingen. Vid tävlingens final i Minsk fick Roşcovan 54 poäng, vilket resulterade i en åttonde plats.
Roşcovan har uppträtt sedan tre års ålder. Hans far var den välkände kompositören, sångaren och arrangören Anatol Roșcovan (1960–2008). Roşcovan har vunnit flera nationella och internationella tävlingar. Vid fyra års ålder deltog han i festivalen Stjärnor i Odessa, följt av tävlingen Regnbågsstjärnorna i Jūrmala. 2006 blev han pristagare av Kaunas talang i Litauen. 2008, vid nio års ålder, slutade han tvåa i barnmusiktävlingen Vitebsk 2008. Vann tävlingen gjorde Armeniens representant vid Junior Eurovision Song Contest 2009, Luara Hajrapetian.